# Bosco Tanassi
Bosco Tanassi este o arie protejată (arie specială de conservare — SAC, sit de importanță comunitară — SCI) din Italia întinsă pe o suprafață de 126 ha, integral pe uscat.

## Localizare
Centrul sitului Bosco Tanassi este situat la coordonatele 41°53′50″N 14°56′40″E / 41.897222°N 14.944444°E.

## Înființare
Situl Bosco Tanassi a fost declarat sit de importanță comunitară în septembrie 1995 pentru a proteja 21 de specii de animale. Situl a fost protejat și ca arie specială de conservare în decembrie 2018.

## Biodiversitate
Situată în ecoregiunea mediteraneană, aria protejată conține 2 habitate naturale: Galerii de Salix alba și de Populus alba, Păduri de stejar alb estice.
La baza desemnării sitului se află mai multe specii protejate:
- păsări (18): ciocârlie-cu-degete-scurte (Calandrella brachydactyla), erete vânăt (Circus cyaneus), erete cenușiu (Circus pygargus), dumbrăveancă (Coracias garrulus), Emberiza melanocephala, șoim de iarnă (Falco columbarius), șoimul rândunelelor (Falco subbuteo), vânturel de seară (Falco vespertinus), sfrâncioc cu cap roșu (Lanius senator), ciocârlie de pădure (Lullula arborea), ciocârlie de bărăgan (Melanocorypha calandra), prigoare (Merops apiaster), gaia neagră (Milvus migrans), gaia roșie (Milvus milvus), vultur pescar (Pandion haliaetus), pițigoi-pungar (Remiz pendulinus), silvie mediteraneană (Sylvia melanocephala), silvie de tufiș (Sylvia undata)
- nevertebrate (1): Osmoderma eremita
- reptile (2): țestoasa de baltă (Emys orbicularis), țestoasă bănățeană (Testudo hermanni)

Pe lângă speciile protejate, pe teritoriul sitului au mai fost identificate 5 specii de plante.